# Compactcamera

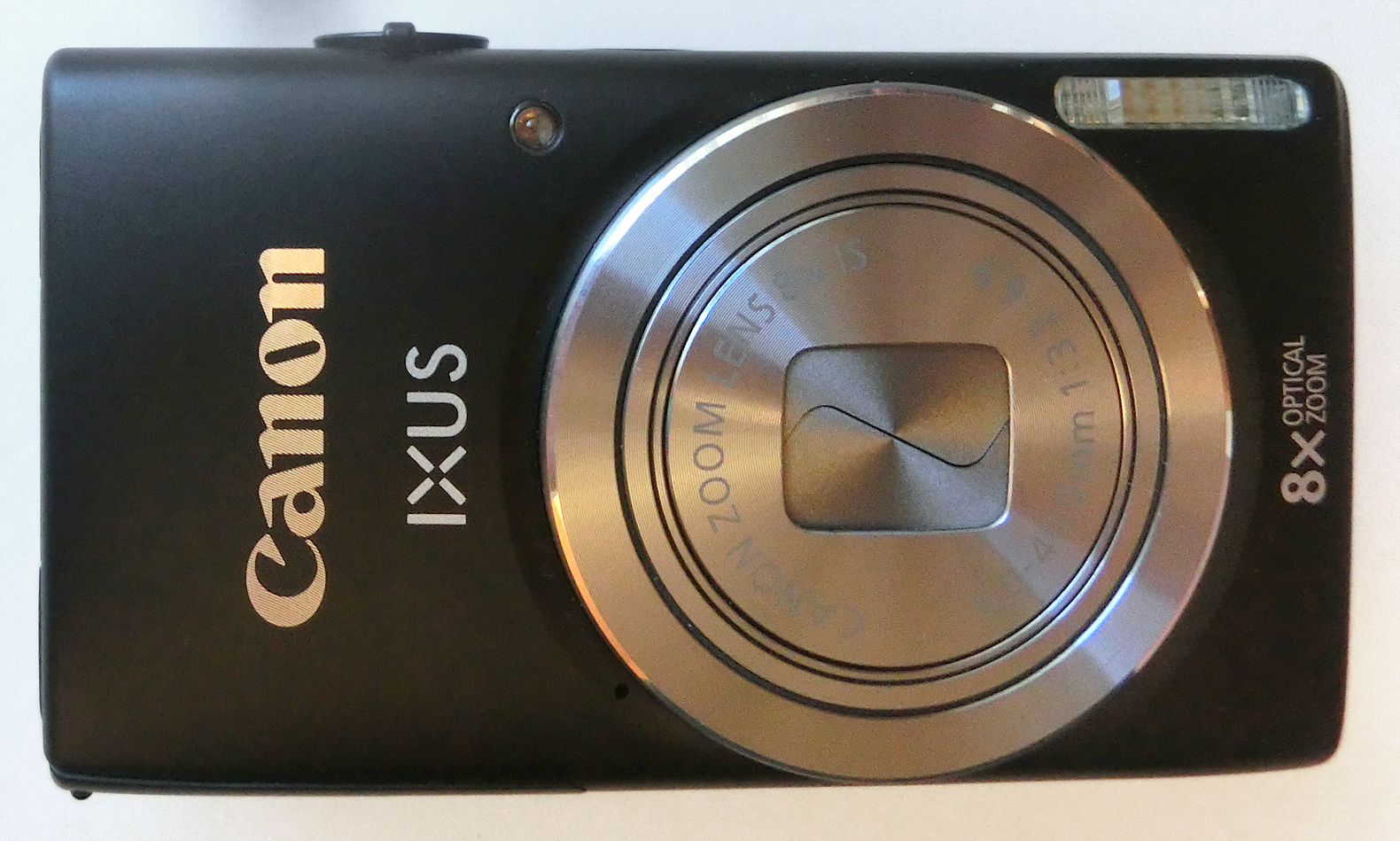
Canon Digital IXUS 135

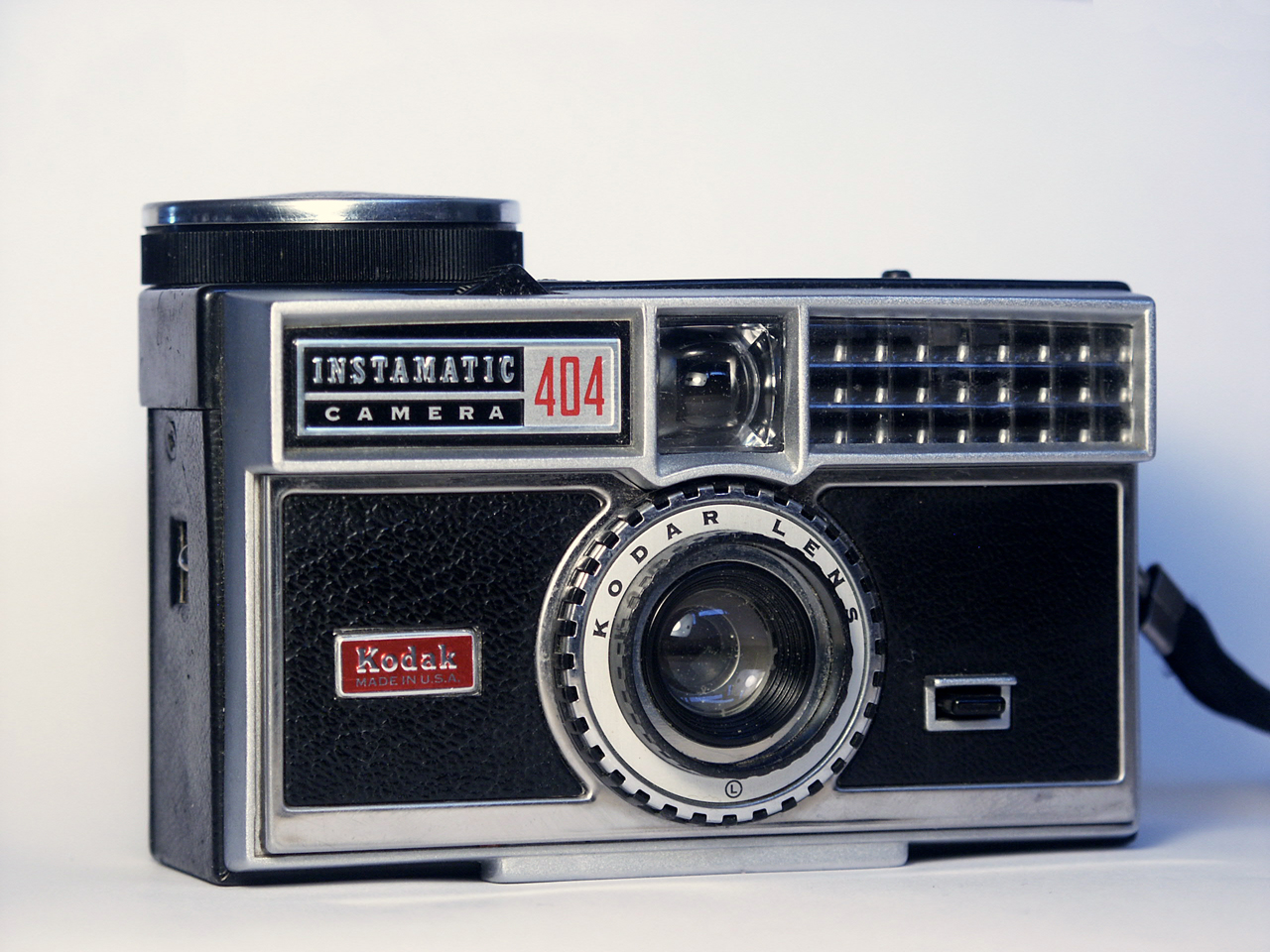
Kodak Instamatic 404

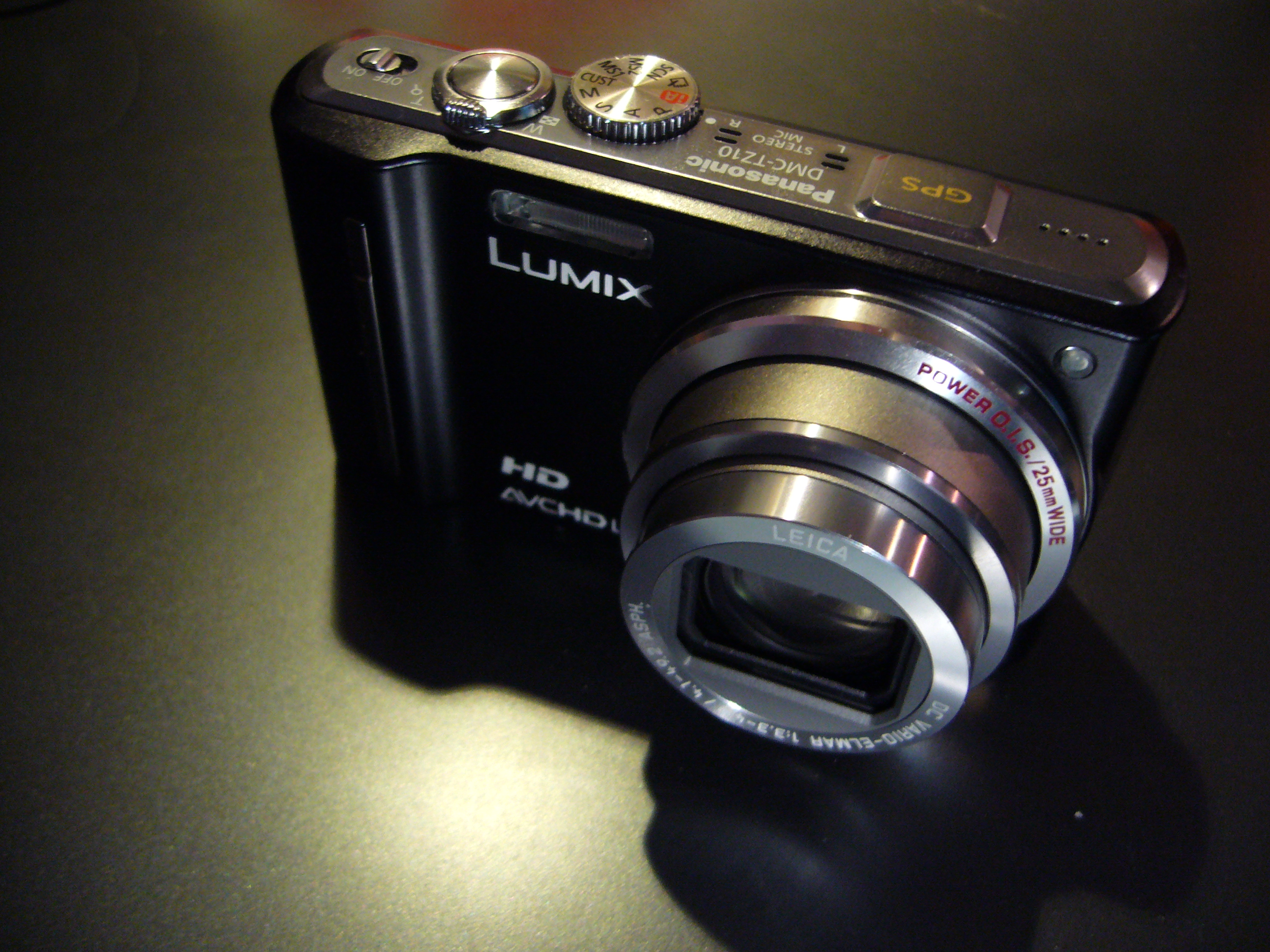
Panasonic Lumix DMC-TZ10 superzoom of travel-zoom-camera

Een compactcamera, ook point-and-shootcamera genoemd, is een fotocamera met een niet-verwisselbaar objectief. Digitale compactcamera's hebben vaak een lcd-scherm dat als zoeker dienstdoet. Analoge compactcamera's (thans als verouderd beschouwd) waren kleinbeeldcamera's, met meestal een doorzichtzoeker (dus geen spiegelreflex).

## Doelpubliek
De compactcamera is de bestverkopende camera op de markt. De goedkoopste exemplaren zijn lichte en eenvoudige toestellen die gebouwd zijn voor het gebruiksgemak, waardoor ze typisch gebruikt worden in automatische modus met autofocus. De meeste compactcamera's zijn tevens voorzien van een ingebouwde flitser. Mensen die een eenvoudige compactcamera kopen, stellen geen bijzondere technische eisen maar hebben slechts behoefte aan een toestel waarmee ze probleemloos kiekjes van bijvoorbeeld hun vakantie kunnen nemen.
Tegenwoordig zijn er echter ook meer gesofisticeerde compactcamera's met lichtsterke objectieven en grotere sensoren, die beschikken over een elektronische zoeker en de keuze bieden tussen verschillende belichtingsmodi. Deze camera's zijn zeer in trek bij straatfotografen die met een minimalistische en onopvallende uitrusting op cameratocht willen gaan.

## High-end compactcamera
High-end compactcamera's beschikken over lichtsterke objectieven en geavanceerde functies zoals handmatige instelling van bijvoorbeeld diafragma- en sluitertijdvoorkeuze (PASM). De prijzen liggen dichter bij die van systeemcamera's. De beeldsensor is vaak groter of veel efficiënter dan die van de goedkopere point-and-shoot-toestellen. Deze kwalitatief hoogwaardige camera’s schieten naast foto's in JPEG-formaat ook foto's in RAW-formaat, die achteraf zonder kwaliteitsverlies bewerkt kunnen worden. Ook beschikken ze soms over een flitsschoen, voor de bevestiging van bijvoorbeeld een externe flitser of microfoon. Vaak zijn ook geavanceerde filmmogelijkheden aanwezig.

## Superzoom-compactcamera
Dit soort camera's beschikt over een zoomlens met een zoomfactor vanaf 10 tot wel 30× of meer; ze worden ook wel travel-zoomcamera's genoemd. Ze zijn kleiner dan een bridgecamera en zijn daarom makkelijk op vakantie mee te nemen.